# Epic Mickey
Epic Mickey (ibland marknadsfört som Disney Epic Mickey) är ett actionäventyrs-plattformsspel från 2010, designat av Warren Spector och utvecklat av Junction Point Studios till Wii. Spelet handlar om Musse Pigg, som av misstag skadar en värld skapad av trollkarlen Yen Sid, och måste laga den igen, medan han slåss mot fiender med en magisk målarpensel.